# Bullialdus (månekrater)
Bullialdus er et nedslagskrater på Månen. Det befinder sig på Månens forside i den vestlige del af Mare Nubium. Det er opkaldt efter den franske astronom Ismaël Boulliau (1605 – 1694).
Navnet blev officielt tildelt af den Internationale Astronomiske Union (IAU) i 1935. 
Observation af krateret rapporteredes første gang i 1645 af Michael Florent van Langren.

## Omgivelser
Nord-nordvest for Bullialdus ligger det lavaoversvømmede Lubiniezkykrater, hvis rande er brudt ned. Sydvest for ligger det mindre Königkrater. To mindre, men bemærkelsesværdige kratere ligger lige syd for hovedkrateret: "Bullialdus A" ligger sydvest for Bullialdus, inden for dets volde. Syd for dette ligger det lidt mindre "Bullialdus B".

## Karakteristika
Bullialduskrateret ligger relativt isoleret, hvilket tydeliggør dets pæne form. Det har en ydre rand, som er cirkulær, men en ganske let polygonal form kan ses. De indre vægge falder i terrasser og udviser mange tegn på skred. De ydre volde er dækket af et bredt tæppe af "udkastninger", som fremhæver et radialt mønster af lave højderygge og dale.
I kraterets centrum findes en formation med adskillige toppe og højder, som rejser sig til mere end en kilometers højde. Fra disse toppe løber en højderyg mod sydøst, indtil den til slut smelter sammen med den indre væg. Kraterbunden er i almindelighed ujævn med mange lave bakker. Den har en noget konveks form, idet den buler opad mod midtpunktet. Når solen står i stor vinkel, ser randen og de centrale bjerge lysere ud end omgivelserne, og der kan ses hvide pletter på kraterets bund.
Infrarøde undersøgelser af kraterområdet har afsløret mindst tre forskellige lag. Nedslaget kan også have ramt en mafisk pluton, altså en krystalliseret forekomst af magmatiske bjergarter med høj koncentration af tungere grundstoffer (som i dette tilfælde er magnesium).

## Satellitkratere
De kratere, som kaldes satellitter, er små kratere beliggende i eller nær hovedkrateret. Deres dannelse er sædvanligvis sket uafhængigt af dette, men de får samme navn som hovedkrateret med tilføjelse af et stort bogstav. På kort over Månen er det en konvention at identificere dem ved at placere dette bogstav på den side af satellitkraterets midte, som ligger nærmest hovedkrateret. Bullialduskrateret har følgende satellitkratere:
| Bullialdus | Længde  | Bredde  | Diameter |
| ---------- | ------- | ------- | -------- |
| A          | 22,1° S | 21,5° V | 26 km    |
| B          | 23,4° S | 21,9° V | 21 km    |
| E          | 21,7° S | 23,9° V | 4 km     |
| F          | 22,5° S | 24,8° V | 6 km     |
| G          | 23,2° S | 23,6° V | 4 km     |
| H          | 22,7° S | 19,3° V | 5 km     |
| K          | 21,8° S | 25,6° V | 12 km    |
| L          | 20,2° S | 24,4° V | 4 km     |
| R          | 20,1° S | 19,8° V | 17 km    |
| Y          | 18,5° S | 19,1° V | 4 km     |

## Måneatlas
- Billeder af Bullialduskrateret i LPI-måneatlasset